# نگورلوئه
نگورلوئه (به لاتین: Negoreloe) یک منطقهٔ مسکونی در بلاروس است که در منطقه مینسک واقع شده‌است. نگورلوئه ۸۲۱ نفر جمعیت دارد.